# Цингерия Биберштейна
Цингерия Биберштейна (лат. Zingeria biebersteiniana) — вид растений рода Цингерия семейства Злаки (Мятликовые) (Poaceae), типовой вид этого рода.
Вид интересен крайне низким числом хромосом: 2n = 4. Это наименьшее число хромосом, которое встречается у высших растений — во всём мире известно всего несколько таких видов.

## Название
Этот вид был описан в 1851 году Карлом Карловичем Клаусом (1796—1864) и включён в род Полевица (Agrostis). Таксон получил свой видовой эпитет в честь немецкого ботаника на российской службе Фёдора Кондратьевича Биберштейна (барона Фридриха Августа Маршала фон Биберштейна, 1768—1826).
Род, в который этот вид включён в настоящее время, Цингерия (Zingeria), был назван в честь Василия Яковлевича Цингера (1836—1907), российского математика, ботаника и философа, заслуженного профессора Императорского Московского университета, доктора чистой математики и почётного доктора ботаники, президента Московского математического общества.

## Распространение
Ареал вида — Нижний Дон, Нижняя Волга, Предкавказье. Обычные места обитания — берега водоёмов, влажные луга, а также обочины дорог.
Как заносное растение вид встречался в Костромской и Московской областях. Специально выращивался на станции Планерная Московской области.

## Биологическое описание
Цингерия Биберштейна — однолетнее травянистое растение с листьями шириной от 0,5 до 2 мм и длиной от 1,5 до 7 см. Стебли — толщиной от 0,5 до 1,5 мм, обычно скученные, высотой от 10 до 35 см.
Язычки (плёнчатые выросты на границе влагалища и листовой пластинки) — продолговатые, тупые, длиной от 0,5 до 2 мм (более длинные — у верхних листьев). Листовые пластинки могут быть как плоскими, так и сложенными вдоль; их ширина — от 0,5 до 2 мм.
Колоски имеют длину 1,2—1,6 мм, с одним цветком; колосковые чешуи яйцевидные, их длина равна длине колоска; нижние цветковые чешуи также яйцевидные, их наружная поверхность покрыта очень короткими волосками; остей (тонких заострённых отростков) нет. Колоски собраны в очень рыхлые тройственно раздельные широкораскидистые метёлки.
Длина метёлок — от 7 до 15 см, ширина — от 3 до 12 см; веточки метёлок голые, косо оттопыренные, похожие на волосы. Цветоножка имеют длину от 3,5 до 16 мм. Длина пыльников — от 0,6 до 1 мм. Время цветения — с июня по сентябрь.
Плод — зерновка яйцевидной формы длиной 0,3 мм. Для вида характерна анемохория — распространение семян с помощью ветра: широко растопыренные метёлки сцепляются вместе и распространяются по типу перекати-поле.
Цингерия Биберштейна относится к тем нескольким видам, которые имеют наименьшее число хромосом среди высших растений: 2n = 4.

## Классификация
Цингерия Биберштейна — один из четырёх или пяти видов, входящих в род Цингерия (Zingeria) семейства Злаки (Мятликовые) (Poaceae). Род Цингерия, как и род Полевица (Agrostis), из которого он в своё время был выделен, входит в подтрибу Боровые (Miliinae) трибы Мятликовые (Poeae) подсемейства Мятликовые (Pooideae).

### Подвиды
Выделяют два подвида:
- Zingeria biebersteiniana (Claus) P.A.Smirn. subsp. biebersteiniana
- Zingeria biebersteiniana (Claus) P.A.Smirn. subsp. trichopoda (Boiss.) R.R.Mill (1985)
[syn.  Milium trichopodum Boiss. (1854)]
[syn.  Zingeria trichopoda (Boiss.) P.A.Smirn. (1946)]
[syn. Zingeria trichopoda (Boiss.) P.A.Smirn. subsp. biebersteiniana (Claus) M.Doğan (1982)]

## Охранный статус
Уязвимый вид. Занесена в Красную книгу России и ряда российских регионов. Вымирает в связи с узкой экологической амплитудой вида и хозяйственным освоением территорий.